# Tsukahara
Tsukahara ist ein Element im Turnen.
Grundsätzlich ist es ein Überschlag seitwärts mit einer Vierteldrehung und Salto rückwärts gehockt. Diese Form ist im Laufe der Jahre stark ausgeweitet worden und wird jetzt durchaus auch gestreckt mit doppelter bis dreifacher Schraube gesprungen.
Eine andere Form des Tsukaharas ist ein Doppelsalto rückwärts mit integrierter ganzer Längsachsendrehung, die an fast allen Geräten (Boden, Ringe, Barren, Reck, Trampolin, Balken, Stufenbarren) geturnt wird. Auch diese Form wird heute in verschiedensten Varianten, z. B. mit Längsachsendrehungen oder gestreckter Haltung geturnt.
Der erste „Dreifach-Tsukahara“ gestreckt, das ist ein Doppelsalto rückwärts gestreckt mit drei integrierten Längsachsendrehungen, wurde 1991 von Sergei Fedortschenko (Kasachstan) gezeigt.
Die Übung wurde erstmals vom japanischen Meister Mitsuo Tsukahara bei der Weltmeisterschaft 1970 geturnt und dann auch nach ihm benannt. Er wurde damit Weltmeister im Pferdsprung. Sein Sohn Naoya Tsukahara gewann 1999 bei den Weltmeisterschaften in Tianjin (China) die Silbermedaille im Mehrkampffinale der Männer hinter Nikolai Krjukow (RUS).